# Aris Bacci
Aris Bacci, all'anagrafe Aristide (Bologna, 1894 – New York, 1948), è stato un disegnatore e pubblicitario italiano di impronta futurista particolarmente attivo tra le due guerre mondiali.

## Biografia
Dopo aver frequentato l'Accademia delle Belle Arti di Bologna lavora come grafico pubblicitario per le locali ditte Zenit Calzature, Sarti e Buton Liquori. Attratto dal nascente Futurismo e avendo anche conosciuto Marinetti, imposta tutta la sua attività grafico-pubblicitaria in questo senso. Durante la prima guerra mondiale lavora in Francia, realizzando per l'Ufficio Propaganda dell'Esercito Americano disegni illustrativi degli avvenimenti bellici. Dopo la guerra conosce a Parigi Ettore Bugatti con cui sviluppa una proficua collaborazione grafico-sportiva che si concretizza nella fornitura ai giornali dell'epoca di disegni illustrativi in stile dinamico-futurista delle imprese delle automobili Bugatti.
Nel 1930 la sua attività di illustratore è notata dai talent-scout europei della Warner Bros. che lo fanno convocare ad Hollywood per curare le locandine dei film in produzione. In questa attività disegna i volti, tra gli altri, di Humphrey Bogart, Clark Gable e Lauren Bacall. Realizza anche la locandina di Notorious che rappresenta l'abbraccio tra i protagonisti Cary Grant e Ingrid Bergman. Diventato amico di attori e registi, comincia con loro a frequentare i locali jazz innamorandosi di questa forma d'arte. Trasferitosi nel 1936 a New York, conosce Louis Armstrong, Charlie Parker e Dizzy Gillespie rappresentati poi in dipinti e locandine che esprimono tutto il dinamismo del jazz e la sua passione per questo genere musicale. Illustra inoltre gli incontri di boxe al Madison Square Garden e l'arrivo degli ultimi dirigibili a Long Island. Negli ultimi anni della sua attività, fino alla sua morte, illustrò anche episodi relativi alla seconda guerra mondiale.